# Carl Lutz
Carl Lutz (30 de marzo de 1895 – 12 de febrero de 1975) fue un diplomático suizo. Sirvió como vicecónsul de Suiza en Budapest, desde 1942 hasta el final de la Segunda Guerra Mundial. Se le atribuye la salvación de alrededor de 62.000 judíos, en la que es considerada la mayor operación de rescate de población judía de la Segunda Guerra Mundial.
Gracias a sus acciones, estima que la mitad de la población judía de Budapest pudo sobrevivir y no fue deportada a los campos de exterminio de la Alemania nazi durante el Holocausto. Recibió el título de Justo entre las Naciones de la institución israelí Yad Vashem.

## Biografía
Lutz nació el 30 de marzo de 1895 en la localidad de Walzenhausen, perteneciente al Cantón de Appenzell al nordeste de Suiza, donde asistió a la escuela local. Su padre era dueño de una cantera de arenisca. En 1909 cuando contaba con 14 años de edad su madre falleció de tuberculosis.  Al año siguiente comenzó a trabajar como aprendiz en una fábrica textil en St. Margrethen.
En 1913 emigró a Estados Unidos, donde vivió durante más de veinte años. Hasta 1918 trabajó en Granite City, Illinois, con el fin de ahorrar dinero para pagarse sus estudios universitarios. Entre 1918 y 1920 estudió en el Central Wesleyan College de Warrenton (Misuri).
En 1920, Lutz encontró trabajo en el consulado suizo de Washington D. C. Continuó sus estudios en la Universidad George Washington, donde se graduó en 1924.
En 1926, Lutz  fue nombrado canciller del Consulado de Suiza en Filadelfia y posteriormente en el consulado de San Luis (Misuri), donde sirvió hasta 1934. Ese mismo año conoció a su primera esposa, Gertrud Fankhauser, con la que contrajo matrimonio en enero de 1935, justo antes de ser destinado al Consulado General de Suiza en Jaffa, en ese momento bajo el Mandato británico de Palestina, donde sirvió hasta 1942. En 1936, desde su apartamento, él y su esposa vieron a un judío desarmado siendo linchado por una multitud árabe.
Nombrado en 1942 vicecónsul de Suiza en Budapest, Lutz pronto comenzó a cooperar con la Agencia Judía para la Tierra de Israel. Emitió salvoconductos suizos que permitieron evacuar a más de 10.000 niños húngaros y evitaron la deportación de 62.000 judíos.
Una vez que los nazis tomaron Budapest en 1944, comenzaron a deportar a la población judía a los campos de exterminio.  Lutz negoció un trato con el gobierno húngaro y los ocupantes nazis y obtuvo permiso para emitir cartas de protección a 8.000 judíos húngaros para su emigración a Palestina.
Lutz usó deliberadamente sus permisos para asignarlos a 8.000 familias en lugar de 8.000 individuos, y procedió a emitir decenas de miles de cartas de protección adicionales, todas ellas con un número entre uno y 8000. También instaló más de setenta "casas seguras" alrededor de Budapest, declarándolas anexos de la legación suiza y, por lo tanto, fuera del alcance de las fuerzas húngaras o los soldados nazis. Entre las casas seguras se encontraba la ahora conocida "Casa de cristal" (Üvegház) en la calle Vadász 29. Unos 3.000 judíos húngaros encontraron refugio en la "Casa de cristal" y en un edificio vecino.
Un día, frente a los milicianos del Partido de la Cruz Flechada, mientras disparaban contra los judíos, Lutz saltó al río Danubio para salvar a una mujer judía ensangrentada en el muelle que hoy lleva su nombre en Budapest (Carl Lutz Rakpart). Con el agua hasta el pecho y cubriendo su traje, el cónsul nadó de regreso a la orilla con ella y pidió hablar con el oficial húngaro a cargo del pelotón de fusilamiento. Declarando a la mujer herida ciudadana extranjera protegida por Suiza y citando convenios internacionales, el cónsul suizo la llevó de regreso a su automóvil frente a los atónitos fascistas y se fue en silencio. Temiendo disparar a ese hombre alto que parecía ser importante y hablaba con tanta elocuencia, nadie se atrevió a detenerlo.
Junto a otros diplomáticos de países neutrales, como Raoul Wallenberg, designado en la embajada de Suecia, Carlos de Liz-Texeira Branquinho y Sampaio Garrido de la embajada portuguesa, Angelo Rotta, Nucio apostólico de la Santa Sede, Friedrich Born, delegado suizo del Comité Internacional de la Cruz Roja y el diplomático español Ángel Sanz Briz en colaboración con el empresario italiano Giorgio Perlasca, Lutz trabajó incansablemente durante muchos meses para evitar las muertes planificadas de personas inocentes. Él y sus colegas esquivaron las acciones de sus homólogos alemanes y húngaros. Gracias a sus habilidades diplomáticas, Lutz logró persuadir a los funcionarios húngaros y alemanes nazis, entre ellos Adolf Eichmann, para que toleraran, al menos en parte, su protección formal de los judíos húngaros. Los esfuerzos de Lutz para socavar el genocidio nazi fueron tan audaces y extensos que, en noviembre de 1944, el procónsul Edmund Veesenmayer, representante alemán en Hungría, pidió permiso para asesinar al cónsul suizo; Berlín nunca respondió. 
El jefe de la diplomacia suiza en Hungría, Maximilian Jaeger, apoyó a Lutz hasta su partida por orden de su gobierno cuando el ejército soviético se acercó a finales de 1944. En las últimas semanas antes de que el Ejército Rojo tomara la ciudad, Lutz fue ayudado por Harald Feller, quien asumió el control de la legación suiza después de la partida de Jaeger.
Carl Lutz y su esposa, regresaron a Suiza en enero de 1945 y se divorciaron en 1946. En 1949 contrajo matrimonio con Magda Csányi, quien durante la guerra había sido protegida por Lutz, junto a su hija Agnes. Trabajó para el gobierno suizo en Berna y Zúrich antes de ser nombrado Cónsul General de Suiza en Bregenz (Austria), donde se jubiló en 1961. Falleció en Berna en 1975.

## Legado y honores
Carl Lutz salvó la vida de decenas de miles de personas, sin embargo, como en el caso de Paul Grüninger, sus logros no fueron inmediatamente reconocidos en Suiza. Poco después de la guerra, el gobierno suizo lo criticó por primera vez por haberse excedido en su autoridad, ya que los funcionarios temían poner en peligro es estatus neutral de Suiza. El reconocimiento a sus actos tuvo que esperar hasta 1958, año en el que, como parte del replanteamiento nacional suizo de los años de la guerra, Lutz fue "rehabilitado" en términos de reputación pública y sus logros fueron honrados. En 1963, una calle de la ciudad de Haifa, en Israel, fue nombrada en su honor, en el barrio de Ba1t Galim. En 1965, Lutz fue nombrado "Justo entre las Naciones" por la institución israelí Yad Vashem. Recibió la Cruz de Honor de la Orden del Mérito de la República Federal de Alemania. En 1991, le fue dedicado un monumento memorial en la entrada del antiguo getto judío de Budapest. En 1998, le fue dedicado un sello postal israelí junto a otros cuatro "Justos entre las Naciones". En 2014, la Universidad George Washington de Washington D. C. le concedió la Medalla Presidencial de forma póstuma ante la presencia de dignatarios internacionales y de su hija adoptiva Agnes Hirschi. Su nombre fue incluido en el memorial Raoul Wallenberg de la Gran Sinagona de Budapest. En 2017, se inauguró un mirador en el Bosque Suizo, cerca de la localidad israelí de Tiberíades, junto al Mar de Galilea y los Altos del Golán. En 2018, una sala de reuniones en el ala oeste del Palacio Federal de Suiza en Berna, fue bautizada con su nombre.
Es conmemorado por la Comunión anglicana el 16 de junio, junto a Magda y André Trocmé, Raoul Wallenberg, Chiune Sugihara y Harry Bingham.